# District de Yuelu
Le district de Yuelu (岳麓区 ; pinyin : Yuèlù Qū) est une subdivision administrative de la province du Hunan en Chine. Il est placé sous la juridiction de la ville-préfecture de Changsha.